# 5 000 mètres aux championnats d'Europe d'athlétisme
Pour un article plus général, voir Championnats d'Europe d'athlétisme.
Le 5 000 mètres masculin fait partie des épreuves inscrites au programme des premiers championnats d'Europe d'athlétisme, en 1934, à Turin. L'épreuve féminine fait sa première apparition en 1998 à Budapest, et succède à celle du 3 000 mètres, disputée de 1974 à 1994.
Avec trois médailles d'or remportées consécutivement de 2010 à 2014, le Britannique Mohamed Farah, et de 2018 à 2024, le Norvégien Jakob Ingebrigtsen sont les athlètes les plus titrés dans cette épreuve. L'Espagnole Marta Domínguez détient le record de victoires féminines avec deux titres en 2002 et 2006. Les records des championnats d'Europe appartiennent au Britannique Jack Buckner, auteur de 13 min 10 s 15 à Stuttgart en 1986, et à la Néerlandaise Sifan Hassan chez les femmes avec le temps de 14 min 46 s 12 réalisé à Berlin en 2018.
Sur le 3 000 m féminin, le record de victoires appartient à la Soviétique Svetlana Ulmasova, vainqueur à deux reprises en 1978 et 1982. 

## Palmarès

### Hommes
| Édition | Or                                  | Argent                                          | Bronze                                  |
| ------- | ----------------------------------- | ----------------------------------------------- | --------------------------------------- |
| 1934    | Roger Rochard 14 min 36 s 8 (CR)    | Janusz Kusociński 14 min 41 s 2                 | llmari Salminen 14 min 43 s 6           |
| 1938    | Taisto Mäki 14 min 26 s 8 (CR)      | Henry Jonsson 14 min 27 s 4                     | Kauko Pekuri 14 min 29 s 2              |
| 1946    | Sydney Wooderson 14 min 08 s 6 (CR) | Willem Slijkhuis 14 min 14 s 0                  | Evert Nyberg 14 min 23 s 2              |
| 1950    | Emil Zátopek 14 min 03 s 0 (CR)     | Alain Mimoun 14 min 26 s 0                      | Gaston Reiff 14 min 26 s 2              |
| 1954    | Vladimir Kuts 13 min 56 s 6 (WR)    | Christopher Chataway 14 min 08 s 8              | Emil Zátopek 14 min 10 s 2              |
| 1958    | Zdzisław Krzyszkowiak 13 min 53 s 4 | Kazimierz Zimny 13 min 55 s 2                   | Gordon Pirie 14 min 01 s 6              |
| 1962    | Bruce Tulloh 14 min 00 s 6          | Kazimierz Zimny 14 min 01 s 8                   | Pyotr Bolotnikov 14 min 02 s 6          |
| 1966    | Michel Jazy 13 min 42 s 8 (CR)      | Harald Norpoth 13 min 44 s 0                    | Bernd Diessner 13 min 47 s 8            |
| 1969    | Ian Stewart 13 min 44 s 8           | Rashid Sharafetdinov 13 min 45 s 8              | Alan Blinston 13 min 47 s 6             |
| 1971    | Juha Väätäinen 13 min 32 s 60       | Jean Wadoux 13 min 33 s 60                      | Harald Norpoth 13 min 34 s 57           |
| 1974    | Brendan Foster 13 min 17 s 21       | Manfred Kuschmann 13 min 23 s 93                | Lasse Virén 13 min 24 s 57              |
| 1978    | Venanzio Ortis 13 min 28 s 57       | Markus Ryffel Aleksandr Fedotkin 13 min 28 s 66 |                                         |
| 1982    | Thomas Wessinghage 13 min 28 s 90   | Werner Schildhauer 13 min 30 s 03               | David Moorcroft 13 min 30 s 42          |
| 1986    | Jack Buckner 13 min 10 s 15 (CR)    | Stefano Mei 13 min 11 s 57                      | Tim Hutchings 13 min 12 s 88            |
| 1990    | Salvatore Antibo 13 min 22 s 00     | Gary Staines 13 min 22 s 45                     | Sławomir Majusiak 13 min 22 s 92        |
| 1994    | Dieter Baumann 13 min 36 s 93       | Rob Denmark 13 min 37 s 50                      | Abel Antón 13 min 38 s 04               |
| 1998    | Isaac Viciosa 13 min 37 s 46        | Manuel Pancorbo 13 min 38 s 03                  | Mark Carroll 13 min 38 s 15             |
| 2002    | Alberto García 13 min 38 s 18       | Ismaïl Sghyr 13 min 39 s 81                     | Serhiy Lebid 13 min 40 s 00             |
| 2006    | Jesús España 13 min 44 s 70         | Mohamed Farah 13 min 44 s 79                    | Juan Carlos Higuero 13 min 46 s 48      |
| 2010    | Mohamed Farah 13 min 31 s 18        | Jesús España 13 min 33 s 12                     | Hayle İbrahimov 13 min 34 s 15          |
| 2012    | Mohamed Farah 13 min 29 s 91        | Arne Gabius 13 min 31 s 83                      | Polat Kemboi Arıkan 13 min 32 s 63      |
| 2014    | Mohamed Farah 14 min 05 s 82        | Hayle İbrahimov 14 min 08 s 32                  | Andy Vernon 14 min 09 s 48              |
| 2016    | Ilias Fifa 13 min 40 s 85           | Adel Mechaal 13 min 40 s 85                     | Richard Ringer 13 min 40 s 85           |
| 2018    | Jakob Ingebrigtsen 13 min 17 s 06   | Henrik Ingebrigtsen 13 min 18 s 75              | Morhad Amdouni 13 min 19 s 14           |
| 2022    | Jakob Ingebrigtsen 13 min 21 s 13   | Mohamed Katir 13 min 22 s 98                    | Yemaneberhan Crippa 13 min 24 s 83      |
| 2024    | Jakob Ingebrigtsen 13 min 20 s 11   | George Mills 13 min 21 s 38                     | Dominic Lokinyomo Lobalu 13 min 21 s 61 |

### Femmes

#### 5 000 m
| Édition | Or                                     | Argent                                   | Bronze                             |
| ------- | -------------------------------------- | ---------------------------------------- | ---------------------------------- |
| 1998    | Sonia O'Sullivan 15 min 06 s 50        | Gabriela Szabo 15 min 08 s 31            | Marta Domínguez 15 min 10 s 54     |
| 2002    | Marta Domínguez 15 min 14 s 76         | Sonia O'Sullivan 15 min 14 s 85          | Yelena Zadorozhnaya 15 min 15 s 22 |
| 2006    | Marta Domínguez 14 min 56 s 18         | Lilia Shobukhova 14 min 56 s 57          | Elvan Abeylegesse 14 min 59 s 29   |
| 2010    | Elvan Abeylegesse 14 min 54 s 44       | Sara Moreira 14 min 54 s 71              | Jessica Augusto 14 min 58 s 47     |
| 2012    | Olga Golovkina 15 min 11 s 70          | Sara Moreira 15 min 12 s 05              | Julia Bleasdale 15 min 12 s 77     |
| 2014    | Meraf Bahta 15 min 31 s 39             | Sifan Hassan 15 min 31 s 79              | Susan Kuijken 15 min 32 s 82       |
| 2016    | Yasemin Can 15 min 18 s 15             | Meraf Bahta 15 min 20 s 54               | Stephanie Twell 15 min 20 s 70     |
| 2018    | Sifan Hassan 14 min 46 s 12 (CR)       | Eilish McColgan 14 min 53 s 05           | Yasemin Can 14 min 57 s 63         |
| 2022    | Konstanze Klosterhalfen 14 min 50 s 47 | Yasemin Can 14 min 56 s 91               | Eilish McColgan 14 min 59 s 34     |
| 2024    | Nadia Battocletti 14 min 35 s 29       | Karoline Bjerkeli Grøvdal 14 min 38 s 62 | Marta García 14 min 44 s 04        |

#### 3 000 m
| Édition | Or                              | Argent                          | Bronze                        |
| ------- | ------------------------------- | ------------------------------- | ----------------------------- |
| 1974    | Nina Holmén 8 min 55 s 10       | Lyudmila Bragina 8 min 56 s 09  | Joyce Smith 8 min 57 s 39     |
| 1978    | Svetlana Ulmasova 8 min 33 s 16 | Natalia Mărăşescu 8 min 33 s 53 | Grete Waitz 8 min 34 s 33     |
| 1982    | Svetlana Ulmasova 8 min 30 s 28 | Maricica Puică 8 min 33 s 33    | Yelena Sipatova 8 min 34 s 09 |
| 1986    | Olga Bondarenko 8 min 33 s 99   | Maricica Puică 8 min 35 s 92    | Yvonne Murray 8 min 37 s 15   |
| 1990    | Yvonne Murray 8 min 43 s 06     | Yelena Romanova 8 min 43 s 68   | Roberta Brunet 8 min 46 s 19  |
| 1994    | Sonia O'Sullivan 8 min 31 s 84  | Yvonne Murray 8 min 36 s 48     | Gabriela Szabo 8 min 40 s 08  |

## Records des championnats

### Hommes
| Temps          | Athlète               | Lieu      | Date              | Record |
| -------------- | --------------------- | --------- | ----------------- | ------ |
| 14 min 36 s 8  | Roger Rochard         | Turin     | 9 septembre 1934  |        |
| 14 min 26 s 8  | Taisto Mäki           | Paris     | 4 septembre 1938  |        |
| 14 min 08 s 6  | Sydney Wooderson      | Oslo      | 23 août 1946      |        |
| 14 min 03 s 0  | Emil Zátopek          | Bruxelles | 26 août 1950      |        |
| 13 min 56 s 6  | Vladimir Kuts         | Berne     | 29 août 1954      |        |
| 13 min 53 s 4  | Zdzislaw Krzyszkowiak | Stockholm | 23 août 1958      |        |
| 13 min 53 s 4  | Peter Kubicki         | Belgrade  | 13 septembre 1962 |        |
| 13 min 53 s 4  | Pyotr Bolotnikov      | Belgrade  | 13 septembre 1962 |        |
| 13 min 49 s 4  | Jean-Luc Salomon      | Budapest  | 2 septembre 1966  |        |
| 13 min 42 s 8  | Michel Jazy           | Budapest  | 4 septembre 1966  |        |
| 13 min 32 s 6  | Juha Väätäinen        | Helsinki  | 14 août 1971      |        |
| 13 min 17 s 2  | Brendan Foster        | Rome      | 8 septembre 1974  |        |
| 13 min 10 s 15 | Jack Buckner          | Stuttgart | 31 août 1986      |        |

### Femmes
| Temps          | Athlète           | Lieu      | Date          | Record |
| -------------- | ----------------- | --------- | ------------- | ------ |
| 15 min 06 s 50 | Sonia O'Sullivan  | Budapest  | 23 août 1998  |        |
| 14 min 56 s 18 | Marta Dominguez   | Goteborg  | 12 août 2006  |        |
| 14 min 54 s 44 | Elvan Abeylegesse | Barcelone | 1er août 2010 |        |
| 14 min 46 s 12 | Sifan Hassan      | Berlin    | 12 août 2018  |        |